# Hittnau
Hittnau is een gemeente en plaats in het Zwitserse kanton Zürich, en maakt deel uit van het district Pfäffikon.
Hittnau telt 3197 inwoners.

## Geboren
- Kerstin Kündig (1993), handbalster